# Serra Grossa (Comarques Centrals del País Valencià)
La serra Grossa és una alineació muntanyenca de vora 50 quilòmetres de longitud a les comarques centrals del País Valencià. Situada en els límits de les comarques de la Vall d'Albaida (sud) i la Costera (nord), es tracta d'un sistema muntanyós disposat de sud-oest a nord-est, el qual forma part del sistema prebètic valencià i és constituïda per un llarg anticlinal que segueix paral·lelament la vall del riu Cànyoles, que discorre pel nord. Al llarg de la serra discorre la falla sud-valenciana.

## Descripció
Al llarg dels vora 50 km de longitud, la Serra Grossa conté diverses petites serres de formes suaus i escassa altitud. D'oest a est, hi trobem la lloma de la Bastida de les Alcusses (on es feu la troballa del Guerrer de Moixent), la serra de la Talaia, la serra Vernissa, la serra del Castell de Xàtiva, la serra d'Eixea, la serra de la Solana, la serra de la Creu i la de Requena. És el pic de la Creu l'altitud màxima de la serra, amb 903 msnm. Entre eixe cim i la serra de Requena es troba l'estret de les Aigües, a Bellús, per on el riu Albaida talla la serra de sud a nord per a continuar el seu curs.
Mentre que, per l'oest, la serra Grossa deixa pas a la planura de la Manxa a l'altura de la Font de la Figuera, per l'est, enllaça amb la serra del Buixcarró, que serveix de nexe amb el massís del Mondúber. S'estén pels municipis, al vessant nord o ombria de: la Font de la Figuera, Moixent, Vallada, Montesa, Canals, Xàtiva, el Genovés i Barxeta. I al vessant sud o solana, pels municipis de Benigànim, Bellús, l'Olleria, Aielo de Malferit, Ontinyent i Fontanars dels Alforins.

## Ecologia
La vegetació es troba molt degradada a causa dels incendis forestals, tot i que encara es poden apreciar mostres de la flora primigènia a la zona dels Alforins. Com a fauna autòctona, la farda, el teixó i el javalí en són els màxims representants.